# Beddgelert

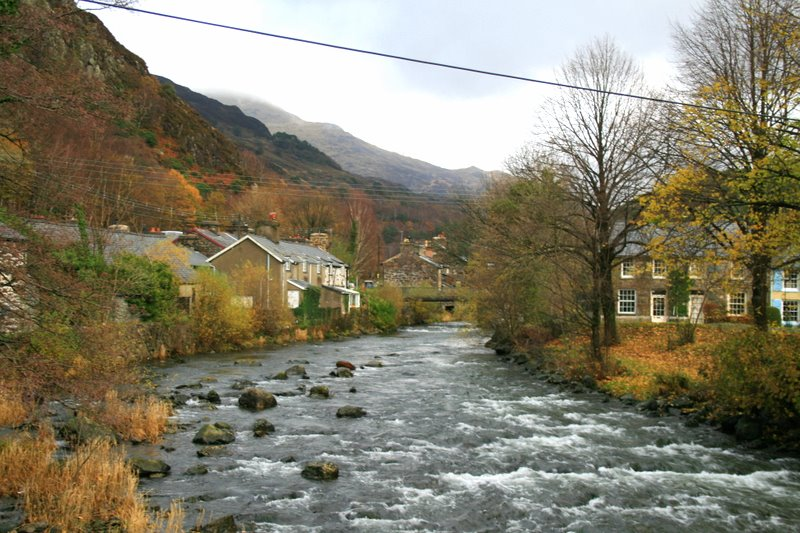
El río Glaslyn en Beddgelert.

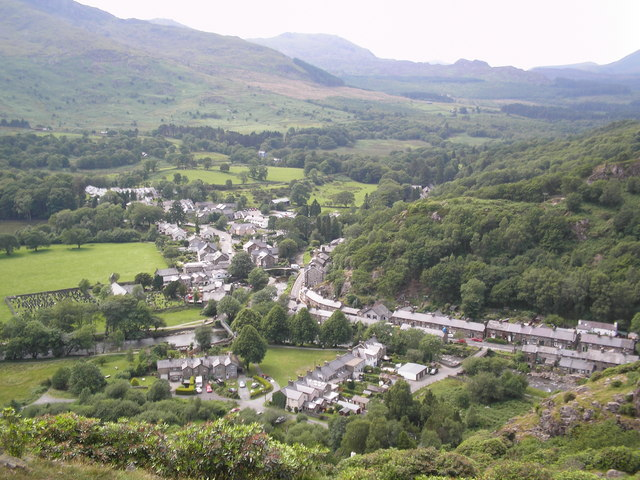
El pueblo visto desde Mynydd Sygun.

Beddgelert es un pueblo de Gwynedd, al noroeste de Gales, en la región de Snowdonia. Es famoso porque su nombre (traducido como "tumba de Gelert") proviene del legendario perro Gelert, con lo que se evoca al cuento de hadas de Llewellyn y su perro Gelert. La así llamada "tumba" es actualmente una atracción turística. 
Otra teoría indica que el pueblo fue probablemente llamado así en honor a un misionero cristiano y líder denominado Celert (o Cilert) quien se estableció en la zona a inicios del siglo VIII. El primer registro del nombre Beddgelert aparece en un documento fechado en 1258, aunque el nombre utilizado es 'Bekelert'. En un documento de 1269, aparece como 'Bedkelerd'.

## El mito de Gelert
El príncipe Llywelyn el Grande de Gwynedd era muy aficionado a la caza y durante el verano vivía en un alojamiento propicio para tal práctica al pie del monte Snowdon. Aunque tenía muchos perros, su favorito era Gelert debido a que no solo era intrépido en la caza, sino que era también un amigo leal y acompañante en el hogar.
Un día, Llewelyn y su esposa salieron a cazar, dejando a su pequeño hijo con una niñera y un sirviente a su cuidado. La niñera y el sirviente salieron a caminar por las montañas, dejando al bebe solo y desprotegido. Llewelyn estaba absorto en la caza, pero tras un momento se dio cuenta de que Gelert no estaba con la jauría. El príncipe supo entonces que algo estaba mal, ya que Gelert estaba siempre al frente de la jauría. Razonó que el único lugar adonde Gelert iría sería de regreso al alojamiento, por lo que canceló la caza y retornó a su hogar.
Cuando el grupo desmontó, Gelert vino corriendo desde el alojamiento hacia su amo, cubierto en sangre y moviendo su cola. La princesa se desmayó llamando a su hijo. Llewelyn se abalanzó a la habitación del bebe solo para encontrar la cuna volcada, la ropa de cama ensangrentada y tirada por todo el suelo y ninguna señal de su hijo. Lleno de ira y congoja, cogió su espada y atravesó a Gelert. Mientras el perro moría, sus quejidos y llantos fueron respondidos por el sonido de un llanto de bebe detrás de la cuna volcada. Cuando Llewelyn hizo a un lado la cuna, encontró a su hijo ileso y el cuerpo de un inmenso lobo a su lado. En realidad, Gelert había matado al lobo que intentó atacar al hijo de Llewelyn.
Lleno de remordimiento, Llewelyn enterró a Gelert en una pradera cercana y marcó su tumba con una pila de piedras como memorial. El pueblo de Beddgelert (Gelert's grave o "Tumba de Gelert) debe su nombre a este sitio.